# I-373 (tàu ngầm Nhật)
I-373 là một tàu ngầm vận tải được Hải quân Đế quốc Nhật Bản chế tạo vào giai đoạn cuối Chiến tranh Thế giới thứ hai, là chiếc duy nhất thuộc lớp Type D2 được hoàn tất. Sau khi nhập biên chế đầu năm 1945, nó được cải biến thành một tàu ngầm chở dầu. Trong chuyến đi vận tải duy nhất được thực hiện, nó bị tàu ngầm Hoa Kỳ USS Spikefish đánh chìm trong biển Hoa Đông vào ngày 14 tháng 8, 1945, trở thành chiếc tàu ngầm Nhật Bản cuối cùng bị đánh chìm trong cuộc chiến tranh.

## Thiết kế và chế tạo

### Thiết kế
Lớp Type D Cải tiến (lớp I-373, còn được gọi là Type D2) là một kiểu tàu ngầm vận tải tương tự như Type D1, nhưng có thân tàu chắc chắn hơn. Nó có trọng lượng choán nước 1.957 tấn (1.926 tấn Anh) khi nổi và 2.278 tấn (2.242 tấn Anh) khi lặn, lườn tàu có chiều dài 74 m (242 ft 9 in), mạn tàu rộng 8,9 m (29 ft 2 in) và mớn nước sâu 5,05 m (16 ft 7 in). Con tàu có thể lặn sâu đến 100 m (328 ft), và có khả năng vận chuyển 110 tấn hàng hóa cùng mang theo một xuồng đổ bộ Daihatsu. Sau khi được cải biến I-373 có khả năng vận chuyển 150 tấn xăng máy bay.
Tàu ngầm Type D2 được trang bị hai động cơ diesel Kampon Mk.23B Model 8 tổng công suất 1.750 mã lực phanh (1.305 kW), mỗi chiếc vận hành một trục chân vịt. Khi lặn, mỗi trục được vận hành bởi một động cơ điện công suất 600 mã lực (447 kW). Khi di chuyển trên mặt nước nó đạt tốc độ tối đa 13 hải lý trên giờ (24 km/h; 15 mph) và 6,5 hải lý trên giờ (12,0 km/h; 7,5 mph) khi lặn dưới nước, tầm xa hoạt động của Type D2 là 5.000 hải lý (9.300 km; 5.800 mi) ở tốc độ 13 hải lý trên giờ (24 km/h; 15 mph), và có thể lặn xa 100 nmi (190 km; 120 mi) ở tốc độ 3 hải lý trên giờ (5,6 km/h; 3,5 mph).
Type D1 nguyên bản không được trang bị các ống phóng ngư lôi. Vũ khí trên boong tàu dự định gồm một khẩu hải pháo 14 cm (5,5 in), cùng một pháo phòng không 25 mm Type 96 nòng đôi. Trong thực tế I-373 trang bị hai súng cối Type 3 81 mm (3 in) cùng bảy khẩu pháo phòng không 25 mm Type 96.

### Chế tạo
I-373 được đặt lườn như là chiếc Tàu ngầm số 2962 tại Xưởng vũ khí Hải quân Yokosuka ớ Yokosuka vào ngày 13 tháng 8, 1943. Nó được đổi tên thành I-373 vào ngày 5 tháng 10, 1944 rồi được hạ thủy vào ngày 30 tháng 11, 1944. Con tàu hoàn tất và nhập biên chế vào ngày 14 tháng 4, 1945, dưới quyền chỉ huy của Đại úy Hải quân Inobe Yukio.

## Lịch sử hoạt động
Sau khi nhập biên chế, I-373 được phối thuộc cùng Quân khu Hải quân Yokosuka, và được điều về Hải đội Tàu ngầm 11 để chạy thử máy huấn luyện. Vào ngày 16 tháng 6, 1945, nó rời Yokosuka để đi sang Sasebo, đến nơi vào ngày 17 tháng 6, nơi chiếc tàu ngầm bắt đầu được cải biến thành một tàu ngầm chở dầu, có khả năng vận chuyển 150 tấn xăng máy bay cùng với các hàng hóa khác. Đến ngày 20 tháng 6, nó được điều về Hải đội Tàu ngầm 15 trực thuộc Đệ Lục hạm đội.
Vào cuối tháng 6, Đơn vị Vô tuyến Hạm đội, Melbourne (FRUMEL: Fleet Radio Unit, Melbourne), một đơn vị tình báo tín hiệu Đồng Minh đặt căn cứ tại Melbourne, Australia, báo cáo chặn được và giải mã một bức điện cho thấy I-373 sẽ thực hiện một chuyến đi vận tải đến Takao (nay là Cao Hùng) thuộc Đài Loan vào ngày 3 tháng 7 và quay trở về Sasebo vào ngày 26 tháng 7, nhưng dự báo này không chính xác. Đến ngày 5 tháng 8, đơn vị FRUMEL lại dự báo I-373 xuất phát từ Sasebo trong ngày hôm đó để đi sang Takao, và sẽ quay trở về với một chuyến hàng xăng máy bay, gạo và đường. Thực ra, I-373 khởi hành từ Sasebo để đi Takao vào ngày 9 tháng 8.
Đến 20 giờ 10 phút ngày 13 tháng 8, I-373 đang di chuyển trên mặt nước trong biển Hoa Đông cách 200 nmi (370 km) về phía Đông Nam Thượng Hải, Trung Quốc, đi zig-zag với tốc độ 10 kn (19 km/h) theo hướng Tây Nam khi nó bị tàu ngầm Hoa Kỳ USS Spikefish phát hiện qua radar. Máy dò radar của Spikefish cũng phát hiện sóng từ radar phòng không Type 13 của I-373. Spikefish thu ngắn khoảng cách và nhìn thấy đối phương ở khoảng cách 3.500 yd (3.200 m) lúc 20 giờ 18 phút, nhưng mất dấu mục tiêu khi I-373 chuyển hướng sang phía Đông Nam và lặn xuống.
Đến 00 giờ 07 phút ngày 14 tháng 8, Spikefish lại dò được tín hiệu radar của I-373 ở khoảng cách 8.600 yd (7.900 m) và bắt đầu theo dõi, cuối cùng xác định mục tiêu là một tàu ngầm Nhật Bản lúc 04 giờ 19 phút. Đến 04 giờ 24 phút, Spikefish phóng một loạt sáu quả ngư lôi Mark 14 Mod 3A từ khoảng cách 1.300 yd (1.200 m), và hai quả trúng đích đã đánh chìm I-373 tại tọa độ 29°02′B 123°53′Đ / 29,033°B 123,883°Đ. Spikefish trồi lên mặt nước, băng ngang một mảng dầu loang lớn cùng nhiều mảnh vụn, và tìm thấy năm người sống sót, tất cả đều từ chối được cứu vớt. Spikefish bắt một người lên tàu như tù binh chiến tranh, và người duy nhất sống sót của I-373 khai báo tên con tàu là I-382, vốn không có thực. I-373 bị mất với tổn thất 84 thành viên thủy thủ đoàn tử trận.
Chiến tranh kết thúc vào ngày hôm sau 15 tháng 8, khi Thiên hoàng Chiêu Hòa Hirohito công bố qua đài phát thanh mệnh lệnh đình chỉ chiến sự giữa Nhật Bản và Đồng Minh. Vì vậy I-373 trở thành chiếc tàu ngầm Nhật Bản cuối cùng bị đánh chìm trong cuộc xung đột. Tên nó được cho rút khỏi đăng bạ hải quân vào ngày 15 tháng 9, 1945.